# 月光とピエロ
『月光とピエロ』（げっこうとピエロ）は、堀口大學の詩集、また堀口の詩に作曲した清水脩の合唱組曲。

## 詩集
1919年（大正8年）刊行の、堀口の処女詩集。序文を寄せた永井荷風は「君は何故におどけたるピエロの姿としめやかなる月の光とを借り来たりて其の吟懐を托し給へるや。新しき世の感情のあらゆる紛雑と破調とまた諧和とは皆ここに在るを知らしめんがためか」と書いている。
堀口は1915年（大正4年）、外務省の高官であった父親の勤務地マドリードで、当時ドイツの男爵夫人であったマリー・ローランサンと出会う。堀口はローランサンにギヨーム・アポリネールの詩を紹介されて後に「ミラボー橋」などを訳すことになるが、アポリネールとローランサンの悲しき恋をピエロに託して詠んだのが『月光とピエロ』である。
アポリネールは詩集刊行の前年に戦地での負傷がもとで病没する。作中のコロンビイヌ、ピエレットのモデルはローランサンで、彼女にかなわぬ恋をするピエロのモデルはアポリネールと考えられている。もっとも、ピエロは堀口自身であると解釈する説もある。

## 合唱組曲
清水は第1回全日本合唱コンクール（1948年）の課題曲公募に際し、詩集の中から「秋のピエロ」を選び、単曲の男声合唱曲として作曲し応募した。結果、課題曲として採択される。清水は長期留学の経験はないものの、大阪外国語大学フランス語科を卒業していてフランス語が堪能であり、広くヨーロッパの文化に精通していたことから、堀口の代表作『月下の一群』をはじめとする訳詩集にも触れていた。
「秋のピエロ」が好評を得たことにより、のちに清水は、詩集から4編の詩を選び、「秋のピエロ」も加えた全5曲の男声合唱曲を作曲する。このとき連作歌曲様式を採用したことが、日本のみならず世界初の「合唱組曲」となった。1949年に清水自らの指揮で東京男声合唱団によって初演した。のちに混声合唱でも編曲されている。
ヨーロッパの悲恋を題材としながらも、曲自体は日本の伝統的な音階を基調にして作曲されていて、これにより日本の合唱愛好家に広く受け入れられ今日まで長く演奏され続けている。

### 組曲構成
全5曲からなる。全編無伴奏である。「ピエロの嘆き」のみ詩集の第2章「EX-VOTO（ささげ物）」から採られ、残りの4編は第1章「月光とピエロ」から採られている。曲順は詩集の掲載順に拠らず、清水の作曲上の構成によるものである。堀口も演奏会に寄せた文章で「五篇のピエロの詩篇は、もともと、作曲されることなぞまるで考えずに、相互の間の組詩風な関連性なぞも念頭に置かずに作った、個々独立した作品でした。（中略）胸に病を抱いて、異境万里の外にさすらう、泣き虫小僧が、自分の切々たる流離の吟懐をせめて、心で泣いて顔では笑うおどけた姿のピエロと、しめやかな月の光りとに托して歌いいでたものが、これらの五篇だとご承知いただけたらよかろうと思います。」と述べている。
1. 月夜
ト長調（以下、冒頭の調性は、すべて原曲の男声合唱版による。混声版においては、各曲ともすべて男声版より長2度下げられている）。冒頭のdoloroso（悲しく）はこの組曲全体を印象付ける発想（他の4曲には速度と強弱の指示のみで曲想に関する指示がない）。月の光の中で一人佇むピエロ。「しみじみ見まわせどコロンビイヌの影も」なく、涙をながすしかないピエロ。
2. 秋のピエロ
イ短調。「秋じゃ秋じゃ」と歌う心も寂しい。「Oの形の口」は心の奥底からのひびき（dolorosoという言葉の母音も全てOである）。「身すぎ世すぎの是非もなく」（アポリネールはいわれのない罪を着せられ、ローランサンとの破局につながる）、おどけてみせるしかない。かなわぬ恋に「月夜」に続いて「なみだを流す」。上述の通り、1948年（昭和23年）度全日本合唱コンクール課題曲であり、後に1984年（昭和59年）度NHK全国学校音楽コンクール高等学校部門でも課題曲として採用された。
3. ピエロ
ニ長調。「ピエロは月の光なり」。顔を真白に化粧して明るく装っているが、心はただただつらく寂しい。
4. ピエロの嘆き
イ長調。「月の孀の父無児」（実際にアポリネールもローランサンも私生児であり当時のヨーロッパでは差別の対象であった）。お互いの境遇に同じものを感じていたのかもしれない。
5. 月光とピエロとピエレットの唐草模様
ト長調。現世ではかなわぬ恋、アポリネールとローランサンが運命の風に弄ばれている様を、男女のピエロが歌い踊り続ける情景にたとえている（詩中「ピエロ、ピエレット」という一体化した言葉が10回、曲中ではさらにそのフレーズが幾度も繰り返される）。

## 楽譜
男声版は音楽之友社から「清水脩合唱曲集」として、本曲を含めて全6組曲をまとめた形で出版されている。混声版は2018年現在、受注生産。